# Žalm 21
Žalm 21 („Hospodine, král se raduje z tvé moci“, v Septuagintě dle řeckého číslování žalm 20) je biblický žalm. Žalm je nadepsán těmito slovy: „Pro předního zpěváka, žalm Davidův.“ Podle některých vykladačů toto nadepsání znamená, že žalm byl určen k tomu, aby jej při určitých příležitostech odzpívával zkušený zpěvák za přítomnosti krále z Davidova rodu. Žalm vykazuje znaky bohoslužebné liturgie začínající díkůčiněním, pokračující prorockým orákulem a zakončené sborovou prosbou k Bohu.

## Užití
Spis Šimuš Tehilim („Užití Žalmů“), jehož autorem je zřejmě židovský učenec Chaj Ga'on (939–1038), uvádí, že recitace 21. žalmu je nápomocná tomu, kdo má předstoupit před světského vládce nebo rabínskou autoritu, též v případě, že při plavbě po moři hrozí bouře.